# Му-цзун (династія Тан)
Імператор Му-цзун (кит.: 穆宗; піньїнь: Mùzōng), особисте ім'я Лі Ю (кит.: 李宥; піньїнь: Lǐ Yòu; 26 липня 795 — 25 лютого 824) — п'ятнадцятий імператор династії Тан. Му-цзун перебував при владі з 820 по 824 рік.

## Життєпис
Лі Хен народився у 795 році за часів правління свого прадіда імператора Де-цзуна. У той час його батько Сянь-цзун був принцом Гуанлін. Мати Лі Хена, Принцеса Гуо, була дружиною Сянь-цзуна та внучкою видатного генерала Гуо Зійї. Її батьки — син генерала Гуо, Гуо Ай, та принцеса Шенпінь, сестра імператора Дезонга. Лі Хен був третім сином Сянь-цзуна. У визначений час Лі Хен став принцом Цзяньань.
У 806 році Лі Хен став принцом Суї. Його мати, прицеса Гуо, незважаючи на те, що була жінкою Сянь-цзуна, не була названа імператрицею, а тільки дружиною імператора, хоча й мала високе звання Гуйфей (貴妃). Під час свого правління імператор Сянь-цзун неодноразово чинив опір закликам імперських чиновників зробити принцесу Гуо імператрицею, використовуючи одне виправдання за іншим, побоюючись, що якщо вона стане імператрицею, то буде так панувати в палаці, що жодна інша дружина не зуміє приблизитись до нього. 809 року імператор Сянь-цзун коронував старшого брата Лі Хена — Лі Ніня. Однак Лі Нінь помер у 811 році, а вже у 812 році імператор Сянь-цзун коронував Лі Хена.
Навесні 820 року імператор Сянь-цзун раптово помер. Вважалося, що його вбив євнух, однак євнуху вдалося призупинити розслідування вбивства, заявивши, що імператор помер від таблеток, розроблених алхіміками для досягнення безсмертя.
Після сходження на трон Му-цзун проводив свій час на бенкетах, сильно при цьому випиваючи. Тим самим він нехтував своїми імператорськими обов'язками. В той час тимчасово поневолені регіональні військові губернатори (цзєдуші) почали кидати виклик центральному уряду Тан, що призвело до нової де-факто незалежності трьох регіонів на північ від Жовтої річки (Хуанхе), які були підкорені імператором Сянь-цзуном. Корупція широко розповсюджувалася в імперії.
Коротке за своєю тривалістю правління імператора Му-цзуна завершилося у 824 році. Перебування при владі Му-цзуна вважають початком занепаду династії Тан.